# المركز السعودي لكفاءة الطاقة
المركز السعودي لكفاءة الطاقة هو مركز وطني حكومي سعودي يتولى مسؤولية الإشراف على ترشيد ورفع كفاءة استهلاك الطاقة، وتوحيد الجهود بين الجهات الحكومية وغير الحكومية في هذا المجال، للمحافظة على الثروة الوطنية من مصادر الطاقة ويحقق أدنى مستويات الاستهلاك الممكنة بالنسبة للناتج الوطني.

## التاريخ
أنشأ المركز بقرار مجلس الوزراء السعودي في 24 ذو القعدة 1431 هـ والذي قضى بتحويل البرنامج الوطني المؤقت لإدارة وترشيد الطاقة بمدينة الملك عبد العزيز للعلوم والتقنية إلى مركز وطني دائم في إطار التنظيم الإداري للمدينة يسمي المركز السعودي لكفاءة الطاقة يرتبط مباشرة برئيس المدينة، ويشرف على المركز لجنة إدارية برئاسة رئيس مدينة الملك عبد العزيز للعلوم والتقنية وعضوية ممثلين لعدد من الجهات ذات العلاقة. في عام 1433 هـ صدر تنظيم إداري جديد للمركز، بإضافة عدد من الجهات لعضوية اللجنة الإدارية حيث أصبحت كالتالي: وزارة البترول والثروة المعدنية (وزارة الطاقة والصناعة والثروة المعدنية حاليا)، وزارة المياه والكهرباء (وزارة البيئة والمياه والزراعة حاليا)، وزارة النقل، وزارة الشؤون البلدية والقروية، وزارة التجارة والصناعة (وزارة التجارة والاستثمار حاليا)، وزارة الثقافة والإعلام (استقل كل من الثقافة والإعلام بوزارة حاليا)، وزارة الإسكان، مصلحة الجمارك (تحولت إلى هيئة لاحقا)، الهيئة السعودية للمواصفات والمقاييس والجودة، هيئة تنظيم الكهرباء والإنتاج المزدوج، الهيئة الملكية للجبيل وينبع، الرئاسة العامة للأرصاد وحماية البيئة (تحولت إلى هيئة لاحقا)، الهيئة السعودية للمياه، مدينة الملك عبد الله للطاقة الذرية والمتجددة، اللجنة الوطنية لآلية التنمية النظيفة، شركة أرامكو السعودية، الشركة السعودية للصناعات الأساسية سابك، الشركة السعودية للكهرباء، إضافة إلى ممثلين للقطاع الخاص.

## عمله
قام المركز بتدشين البرنامج الوطني لكفاءة الطاقة، برئاسة وزارة الطاقة والصناعة والثروة المعدنية. يقوم البرنامج بتنسيق كل جهة حكومية وخبرتها العملية في مجال اختصاصها سعيًا لترشيد الطاقة، كما يقوم البرنامج بتطوير سبل توفير الموارد الممكنة والمساندة لتفعيل مبادرات البرنامج بما في ذلك طريقة متابعة البرامج والحوكمة وآليات الصرف والمتابعة من قبل الجهات ذات العلاقة للتأكد من تحقيق تلك المبادرات للهدف الذي قامت من أجله.

## بطاقة كفاءة الطاقة
كانت أولى أعمال المركز الرقابية والتنفيذية تدشين بطاقة كفاءة الطاقة للأجهزة الكهربائية وهي بطاقة تهدف إلى توعية المستهلك ومنحه طرقاً معتمدة للمقارنة بين الأجهزة الكهربائية حسب كفاءتها في استهلاك الطاقة الكهربائية قبل شرائها، وذلك لمساعدته في اختيار الجهاز ذي الأداء الأفضل والأقل استهلاكاً للطاقة الكهربائية، ويعبر عن كفاءة استهلاك الطاقة الكهربائية بعدد النجوم بحيث كلما زاد عدد النجوم الموضحة على البطاقة زادت كفاءة الجهاز وقل استهلاكه للطاقة الكهربائية. وقد تم تثبيت إلزام جميع مستوردي الأجهزة الكهربائية بإلصاق بطاقة كفاءة الطاقة على الجهاز الكهربائي المنزلي بصورة واضحة تمكن المستهلك من رؤية محتوياتها بسهولة. قام المركز السعودي لكفاءة الطاقة بإعداد برنامج بطاقة كفاءة الطاقة للأجهزة التالية: المكيفات، الثلاجات والمجمدات، الغسالات. توسع المركز في إصدار بطاقات الكفاءة وأصدر بطاقة كفاءة الطاقة للسيارات، وهي بطاقة تسمح خدمة كفاءة الطاقة للسيارات بالإستعلام عن السيارة ومدى استهلاكها للوقود من خلال معرفة قيمة اقتصاد الوقود الذي يُقسم إلى سبعة مستويات؛ أعلاها (ممتاز+)، وأدناها (سيئ جداً). كما تمكن هذه الخدمة الراغبين في استيراد السيارات المستعملة من إصدار شهادة مطابقة السيارة المستعملة لمتطلبات كفاءة الطاقة.
في عام 2013 حددت مصلحة الجمارك السعودية شهر سبتمبر موعدًا للتطبيق الإلزامي للمواصفات القياسية السعودية بشأن متطلبات بطاقات كفاءة الطاقة والحدود الدنيا لكفاءة استهلاك الطاقة لمكيفات الهواء، وأصدرت قرار بعدم السماح باستيراد مكيفات الهواء المخالفة، في حين لن تسمح وزارة التجارة ببيع مكيفات الهواء المخالفة، اعتباراً من أول عام 2014.